# Sida tanaensis
Sida tanaensis är en malvaväxtart som beskrevs av K. Vollesen. Sida tanaensis ingår i släktet sammetsmalvor, och familjen malvaväxter. Inga underarter finns listade i Catalogue of Life.